# Greybeard
Greybeard (1964) (titlu original Greybeard) este un roman science fiction scris de Brian Aldiss. Acțiunea se petrece într-un viitor apropiat, la 40 de ani după ce explozia reactorului unei centrale nucleare a sterilizat toți oamenii și animalele.

## Intriga
Greybeard este unul dintre cei mai tineri oameni rămași în viață, având doar 50 de ani. Împreună cu soția sa, Martha, el încearcă să plece către gura de vărsare a Tamisei în mare. Deși ar trebui să fie un drum banal, o asemenea întreprindere este riscantă în acele vremuri, locul de destinație fiind considerat îndepărtat și periculos.
Scopul acestei expediții este de a găsi obiectul magic aflat în stăpânirea tribului semisălbatic Cobold, care ar putea ajuta oamenii să redevină fertili.
Cartea descrie întreaga expediție, punând accentul pe locurile post-apocaliptice și pe personajele care le populează: șarlatani, vrăjitoare, doctori care fac minuni cu medicamente scăpate ca prin minune de la distrugere, nebuni. Ceea ce încearcă Aldiss să surprindă este modul în care omenirea, îmbătrânită, înfruntă perspectiva stingerii speciei.

## Recepție
Celebrare a vieții umane și critică la adresa civilizației tehnologice autodistructive, romanul nu este primit foarte bine de către lectorii din Statele Unite, în timp ce critica de specialitate din Marea Britanie îl consideră cea mai bună operă a lui Brian Aldiss.